# Rito York
El Rito de York o Rito York, o más correctamente, el Rito Americano, es un ritual de la francmasonería que se basa en las enseñanzas de la masonería simbólica practicadas a principios del siglo XVIII. 

## Historia

### Inicio
La formación de la primera Gran Logia de Inglaterra en 1717 especificaba que las logias masónicas sólo podían conferir los grados de Aprendiz, Compañero y Maestro, y que todos los otros grados se consideran irrelevantes. 
Sin embargo, muchas logias habían conferido para entonces otros grados que consideraban parte integrante de la Francmasonería, en particular, la Masonería del Arco Real, y tales logias formaron su propia Gran Logia en 1751, denominándose a sí mismos los “Antiguos” mientras que los miembros de la Gran Logia de Inglaterra fueron denominados “Modernos”.

## Otros sitios
En América Latina, el Rito de York y el llamado Rito de York, en los Estados Unidos. El primero es más bien el Rito de Emulación Inglés, el cual difiere del Rito de York Norteamericano, basado este último en el Rito de los Antiguos, mientras que el Rito de Emulación es una variación creada en Inglaterra. En su conjunto, ambos son variaciones del más antiguo de todos los ritos de la francmasonería, el Rito de York escocés, y, a diferencia de otros ritos masónicos, alberga, además de la masonería simbólica (es decir, los tres primeros grados: aprendiz, compañero y maestro, correspondientes a la llamada masonería simbólica o masonería azul; véase logias de San Juan), a la masonería capitular o masonería del Real Arco, así como a la masonería templaria o masonería de caballería, por lo que cuenta con numerosos grados.

## Ritos de York en Reino Unido
El Rito de Emulación del Reino Unido es el que, en algunos países de América Latina, se denomina Rito de York. En el Reino Unido se practican también otros ritos: por ejemplo, el Rito de York practicado en Gales es prácticamente igual al Rito de York Norteamericano, ya que también se basa en el Rito de los Antiguos. Es el más popular de los ritos que se practica en el Reino Unido (Emulación - York), y también es el más popular en los Estados Unidos, aunque con algunas variantes fundamentales. En países como Perú, el Rito de York (practicado en Escocia) es el predominante. En Bolivia, si bien el Rito Escocés Antiguo y Aceptado es el predominante con un 85% de las Logias, se practica también el Ritual de Emulación y una variante de esta conocida como el Rito de York Boliviano muy similar al practicado en Perú. El Rito de York norteamericano también se practica en otros países fuera de los Estados Unidos, como México y Perú.[cita requerida]

## Definición del rito
Su nombre se deriva de la ciudad de York, donde -según la leyenda masónica- se realizaron las primeras reuniones de masones en Inglaterra. Así, Lorenzo Frau Abrines, en su Diccionario Enciclopédico de la Masonería, refiere que en el año 925 el rey Athelstan nombra al rey Edwin de Nortumbria (quien era su hermano y no su hijo como afirma Frau), Gran Maestro de la Confraternidad de los Masones, quien reunió en dicha ciudad a las logias masónicas del reino aprobándose la primera Constitución de York, la cual, en el año 1350, fue revisada por el rey Eduardo III de Inglaterra. Descrito por Albert Mackey como "el primer rito utilizado en la Gran Logia de Inglaterra", el Rito de York pasa a Francia en 1724 y de allí a América.

## Grados capitulares o solo grados
En el Rito de York, a los grados del Real Arco se les conoce también como grados capitulares, pues se trabajan, masónicamente hablando, en capítulos y no en logias, como sucede en la masonería simbólica (véase logia azul).
Desde sus inicios, la francmasonería consideró estos grados capitulares como los más importantes de la Orden. En 1813, cuando las dos Grandes Logias de Inglaterra se unieron, proclamaron: "La Masonería Antigua pura consta de solo tres grados, es decir, el de Aprendiz Masón, Compañero Francmasón y Maestro Masón, incluyendo la Orden Suprema del Arco Real Sagrado".
La masonería capitular o del Arco Real no es un grado por sí solo, sino que consiste en culminar el tercero, que se encuentra incompleto (en todos los ritos), por lo que la experiencia de un maestro masón (aunque posea los 33 grados que otorga el Supremo Consejo del Rito Escocés Antiguo y Aceptado) no es completa sino hasta que haya sido exaltado a esta Orden Sagrada que representa el verdadero esplendor de la masonería.

## Grados del Rito de York

### Masonería simbólica
- Logias de San Juan o logias azules

- Aprendiz Masón (primer grado)
- Compañero Francmasón (segundo grado)
- Maestro Masón (tercer grado)

### Masonería capitular
- Capítulo de masones del Real Arco de Escocia:

- Maestro Marca
- Maestro Excelente
- Masón del Real Arco

- En los Estados Unidos, existen también los grados capitulares o del Capítulo, y son cuatro:[5]

- Maestro de la Marca
- Venerable Maestro Virtual (Virtual Past Master)
- Muy Excelente Maestro
- Real Arco

- Serie de Logia o Consejo del Real Arco de Escocia:

- Marinero de la Real Arca
- Paso de Babilonia o Grados de la Cruz Roja (Caballero de la Espada, Caballero del Este y Caballero del Este y Oeste)
- Crípticos (Maestro Real, Maestro Selecto y Maestro Super Excelente)

- En los Estados Unidos, el Consejo también se denomina masonería críptica, y son sus grados:[6]

- Maestro Real
- Maestro Selecto
- Super Excelente Maestro

### Masonería templaria de Escocia
- Gran Priorato de Escocia:

- Escudero
- Caballero

- Orden de Malta de Escocia:

- Caballero de San Pablo
- Caballero de San Juan de Jerusalén y Malta

Es importante mencionar que los grados simbólicos (o de San Juan) son otorgados por las Grandes Logias Regulares de cada país, en tanto que los Grados del Real Arco y de la Masonería Templaria son otorgados única y exclusivamente por el Supremo Gran Capítulo del Real Arco de Masones de Escocia y el Priorato de Escocia, respectivamente. Exceptuando los grados dictados por la masonería de las Comandancias del Rito de York Norteamericano.

## Los grados de caballería en el Rito de York Norteamericano
- Comandancia de la Caballería del Rito de York Norteamericano[7]

- Caballero de la Cruz Roja
- Caballero de Malta
- Caballero Templario

Este último grado, otorgado por el Rito de York Norteamericano es único en su contexto y no tiene igual en otros ritos. Quienes lo han recibido lo consideran el más hermoso y significativo grado de la masonería. Por tratarse de masonería templaria, pueden recibirlo únicamente quienes presten juramento por escrito de ser cristianos.
Además de estos grados, el Rito de York de los Estados Unidos otorga otros grados por invitación o por tener el honor de recibirlos:
- Caballeros de la Cruz de Honor de York (Convento General)[8]
- Cruz Roja de Constantino[9]
- Gran Consejo de Caballeros Masones[10]
- Caballeros Sacerdotes Templarios del Sagrado Arco Real[11]
- Orden Soberana de Caballeros Preceptores[12]
- Orden Masónica de Bath[13]
- Sociedad Real de Caballeros Occidentales
- Gran Consejo de Sociedades rosacruces[14]
- Orden Masónica de Athelstan (Inglaterra, Gales y Provincias de Ultramar (Ej: Estados Unidos, Bolivia, India, España))[15]
- Real Orden de Escocia[16]
- Colegio Soberano del Rito de York en Norteamérica[17]
- Gran Colegio de Ritos de los Estados Unidos[18]

## Sistema Inglés

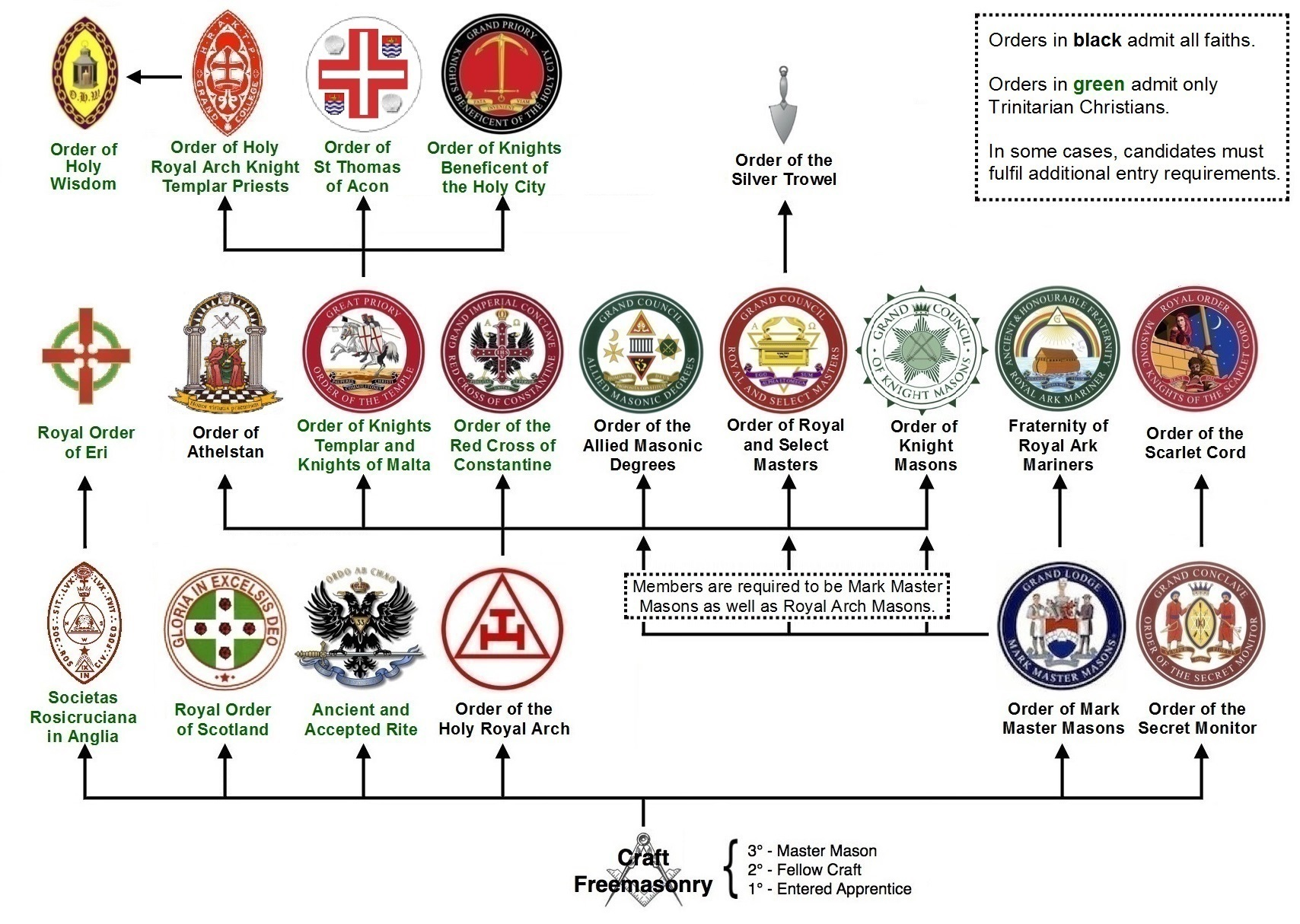

El Sistema Inglés se encuentra compuesto por varios Grados Simbólicos y Grados Laterales (Side Degrees): véase masonic bodies en la Wikipedia en inglés.[cita requerida]